# Kultura Glina III-Schneckenberg
Kultura Glina III-Schneckenberg – kultura archeologiczna wczesnej epoki brązu. Jej nazwa pochodzi od stanowiska Glina III koło Bukaresztu i stanowiska Schneckenberg w Siedmiogrodzie. Jest niewątpliwie najstarszą kulturą wczesnobrązową w dorzeczu dolnego Dunaju.

## Chronologia i obszar występowania
Kulturę tę datować możemy według lat kalibrowanych na około 2600–2000 p.n.e. Zajmowała południową część Rumunii, ku północy sięgała na obszar Siedmiogrodu. Jej wpływy przenikały też na drugą stronę Karpat, na obszar dolnego Dniestru. W Siedmiogrodzie największa koncentracja stanowisk występuje w łuku górnej Aluty, a ściślej w prawym jej dorzeczu w rejonie Braszowa. Na południu zajmowała całą Oltenię i środkową Multenię z pominięciem wschodniej, stepowej jej części. Według P. Romana na południu jej granicę wyznacza Dunaj, a na zachodzie Żelazna Brama. Ponadto zdaniem J. Machnika, do obszarów jej penetracji należy doliczyć jeszcze międzyrzecze dolnego Dunaju i dolnego Bohu. Obejmuje ona więc różne rejony geograficzne zarówno tereny nizinne, wyżynne, górskie, o rozmaitych warunkach geomorfologicznych, klimatycznych, hydrologicznych i glebowych.

## Gospodarka
Wśród badaczy panuje przekonanie że w Siedmiogrodzie ludność zajmowała się głównie hodowlą (głównie bydła i drobnych przeżuwaczy), natomiast w południowej Rumunii prymitywnym rolnictwem. Powszechny był już transport kołowy, co potwierdzają znaleziska glinianych wózków.

## Osadnictwo i budownictwo
W całym zasięgu tej kultury możemy obserwować tendencję do lokowania osiedli na miejscach bardziej eksponowanych w danej okolicy. Wybierano więc miejsca z natury obronne (tell Glina), nie stwierdzono jednak do tej pory wyraźnego istnienia fortyfikacji chroniących osiedla tej kultury (rów oddzielający osadę odkryto jedynie w Crivăţ w Oltenii). Rozmiary osiedli trudne są do określenia, z powodu niezadowalającego stanu badań. Niektóre z osad były zamieszkane bardzo długo, inne natomiast były dość szybko opuszczane. Niewiele wiemy o rozplanowaniu osiedli, ponieważ ślady domostw zachowały się w bardzo słabym stanie. Ściany większości domów tej kultury były wykonywane z plecionki oblepionej gliną. Na stanowisku w miejscowości Cuciulata odkryto dom o rozmiarach 4,05 na 3,65 m, o orientacji północny zachód – południowy wschód. Osadzony był na litej skale stanowiącej jego podłogę. Ściany tego domu według Gh. Bichira miały spoczywać na poziomo ułożonych dylach (przyciesiach). Obok trwalszych domów takich jak ten z Cuciulata istniały także lekkie, sezonowe pomieszczenia mieszkalne.

## Obrządek pogrzebowy
Informacje o grobach kultury Glina III-Schneckenberg są niepełne i niejednakowe dla całego obszaru występowania tej kultury. Na południu, w okolicy Bukaresztu, znane są nieliczne pochówki szkieletowe, w pozycji skurczonej. Liczniejsze groby mamy jednak z Siedmiogrodu, gdzie występują pochówki szkieletowe, w pozycji skurczonej, a także ciałopalne w skrzyniach kamiennych. Na całym terenie tej kultury mamy zarówno pochówki wyposażone w ceramikę jak i bez żadnego wyposażenia. Zmarłych układano najczęściej na lewym boku z twarzą zwróconą na południe.

## Inwentarz
Na terenie osiedli znajdowany jest liczny inwentarz ceramiczny, kościany i kamienny. Często trafiają się też gliniane przęśliki, ciężarki tkackie, kółka do glinianych modeli wozów, plastyka gliniana, a także wyroby metalowe i ślady miejscowej ich produkcji, głównie formy odlewnicze. Charakterystyczne są asymetryczne topory typu Corbasca i klamry kościane do pasa z rozwidlonymi końcami (w kształcie litery „Y”). Ceramikę według Gh. Bahira możemy podzielić na delikatnej i grubej roboty. Pierwsza z nich obejmuje na ogół cienkościenne naczynia, przede wszystkim kubki, dzbany i misy wykonane z gliny z drobnoziarnistą domieszką piasku lub tłucznia. Powierzchnia tych naczyń jest bardziej gładzona, aż do połysku. Do grupy drugiej należą większe naczynia m.in. o profilu esowatym, amfory, naczynia doniczkowate wykonane z gliny zawierającej często domieszkę tłuczonych skorup lub żwiru.

## Zanik i wpływ na powstanie innych kultur
Kultura Glina III-Schneckenberg zanikała od przełomu III i II tysiąclecia. Miała wpływ na powstanie w okresie A2 epoki brązu według Paula Reineckego (1950–1700 lat p.n.e.) kultur: Tei i Verbicioara.